# Quantico (Virginia)
Quantico is een plaats (town) in de Amerikaanse staat Virginia, en valt bestuurlijk gezien onder Prince William County.
In Quantico bevindt zich een van de grootste marinebases ter wereld, (MCB Quantico). Dit is de thuisbasis van "the Marine Corps Combat Development Command and HMX-1" (het presidentiële helikoptereskader). Ook de "United States Drug Enforcement Administration's training academy", de "FBI Academy", en het FBI-laboratorium bevinden zich op deze basis.

## Demografie
Bij de volkstelling in 2000 werd het aantal inwoners vastgesteld op 561.
In 2006 is het aantal inwoners door het United States Census Bureau geschat op 625, een stijging van 64 (11,4%).

## Geografie
Volgens het United States Census Bureau beslaat de plaats een oppervlakte van
0,2 km², geheel bestaande uit land. Quantico ligt op ongeveer 27 m boven zeeniveau.

## Plaatsen in de nabije omgeving
De onderstaande figuur toont nabijgelegen plaatsen in een straal van 12 km rond Quantico.